# Rolando Laguarda Trías
Rolando Agustín Laguarda Trías (Montevideo, 19 de novembre de 1902—Montevideo, 9 de setembre de 1998) va ser un destacat historiador uruguaià, reconegut a escala nacional i internacional pels seus treballs en l'àmbit de la geografia, la cartografia històrica, la història militar, la lexicografia i l'etimologia.

## Obra
Diverses de les seves nombroses publicacions són utilitzades com a referència pels investigadors en l'àmbit internacional. Entre aquestes destaquen: 
- El enigma del viajero Acarette du Biscay (1958)
- La expedición de Cristóbal Jaques al Río de la Plata en 1521 (1964))
- Afronegrismos rioplatenses (1969)
- El predescubrimiento del Río de la Plata por la expedición portuguesa de 1511-1512 (1973)
- Bases para un glosario de términos geográficos del Uruguay (1974)
- El Enigma De Las Latitudes De Colon (Cuadernos colombinos, 4.) (1974)
- El Hallazgo del Río de la Plata por Amerigo Vespucci en 1502 (1983)
- Nave española descubre las islas Malvinas en 1520 (1983))
- Apuntes sobre ingenieros militares españoles en la Banda Oriental (1991)
- Tripulantes, dotaciones y latitudes de la expedición Magallanes Elcano (1997)
- Introducción a la cartografía portulana (p.m. 1999)

## Activitat acadèmica
Laguarda Trías va ser membre de nombrosos instituts acadèmics nacionals i internacionals. A escala nacional va ser membre de l'Associació d'Amics de l'Arqueologia, del Grup d'Estudis i Reconeixement Geogràfic de l'Uruguai (GERGU) i de l'Acadèmia Nacional de Lletres; i va ser membre d'honor de l'Institut Històric i Geogràfic de l'Uruguai.
A escala internacional va pertànyer entre altres a l'Acadèmia d'Història, a l'Acadèmia Nacional de Geografia de la República Argentina, a l'Institut Històric i Geogràfic, a la Reial Acadèmia de la Història, a la Reial Societat Geogràfica de Madrid, al Centre d'Estudis de Marinha de Lisboa i a la l'Acadèmia d'Història de les Ciències de París.
Com a mèrit pels seus treballs va rebre, entre altres distincions, l'Orde de l'Infant Don Enrique en grau de Comendador pel govern de Portugal, i el premi Almirall Teixeira da Mota en el concurs organitzat per l'Acadèmia de Marinha de Lisboa.
Un dels més notables treballs de Laguarda Trías és el d'haver trobat evidència decisiva que les Illes Malvines van ser descobertes per membres desertors de l'expedició de Magallanes.
Aquesta hipòtesi afirma que l'arxipèlag va ser albirat en 1520 per Esteban Gómez, capità de la nau San Antón de l'expedició al comandament de Magallanes, en viatge atlàntic de retorn a Espanya. De fet les illes apareixen en diversos mapes espanyols del segle xvi, sota les grafies progressivament deformades de San Antón, S. Antón, Sansón, San Són, o la forma alterna d'Illes dels Ànecs, en les cartes nàutiques de Pedro Reinel (1522-1523), Diego Ribero (1529) i la cartografia de Baptista Agnese (1536-1545)
La confusió sobre quina de les naus de l'esquadra de Magallanes va intervenir en el avistaje de les illes i l'absència de referències en les bitàcoles de l'expedició van llançar dubtes sobre la veracitat d'aquesta argumentació. No obstant això en 1983 durant el curs de les seves recerques, Laguarda Trías va trobar un document a la Biblioteca Nacional De París, escrit pel frare André Thevet en Li Gran Insulaire. Vol I i datat en 1586 (sis anys abans del primer dels supòsits antecedents britànic d'albirament de l'arxipèlag). El text adjunta un mapa a la pàgina 229 on apareixen Les isles de Sansón ou dels Geants (les illes de Sansón o dels Gegants) en sorprenent concordança geogràfica amb les illes Malvines. Thevet esmenta en el comentari adjunt que va obtenir les coordenades de l'arxipèlag d'un pilot portuguès membre de l'expedició de Magallanes, probablement don Álvaro de Mesquita, testimoni directe de l'albirament, amb qui es va entrevistar a Lisboa (Recerques paral·leles han demostrat que Thevet va viure a la capital lusitana entre 1563 i 1567),